# Vodafone
Vodafone Group Plc (VOice-DAta-Fax-Over-NEt) är en brittisk mobiltelefonoperatör som sett till omsättningen är världens sjunde största telekommunikationsföretag, verksamt i 54 länder.
Vodafone har 175 miljoner kunder. De största marknaderna är Storbritannien, Tyskland, USA, Italien, Japan och Spanien. 
Vodafone är listad på London Stock Exchange som Vodafone Group och på New York Stock Exchange som VOD.
1984 grundades Vodafone som ett dotterbolag till Racal Electronics. 1988 kunde allmänheten köpa aktier i bolaget och 1991 blev Vodafone helt fristående.
2000 övertog Vodafone Mannesmanns telekommunikationsbolag Mannesmann Mobilfunk och blev på så sätt en av de stora mobiloperatörerna i Tyskland.

## Vodafone i Sverige
År 2002 köpte Vodafone aktiemajoriteten i den svenska operatören Europolitan och ändrade namnet till Vodafone samt tog över verksamheten. Verksamheten i Sverige drevs av Vodafone Sverige AB fram till 31 oktober 2005 då verksamheten köptes av Telenor A/S. Den 20 april 2006 bytte Vodafone Sverige varumärke till Telenor. Trots detta kvarstod tjänster såsom Vodafone Passport, under namnet Telenor Passport och BlackBerry samt telesvarstjänsten EuroVoice vars namn härstammar från Europolitan-tiden.

## Vodafone i världen
Vodafone äger 44,4 procent av det amerikanska företaget Verizon Wireless, ett dotterbolag till Verizon, som äger majoriteten. 
Vodafone bedriver verksamhet i andra delar av världen under ett antal olika varumärken:

### Europa
- Albanien - Vodafone Albanien
- Belgien - Proximus
- Cypern - Cytamobile-Vodafone
- Danmark- TDC DK
- Estland - Radiolinja
- Finland - Elisa
- Frankrike - SFR-Cegetel
- Färöarna - Vodafone Faroe Islands
- Grekland - Vodafone Grekland
- Irland - Vodafone Irland
- Island - Vodafone Island
- Italien - Vodafone Italien
- Kroatien - VIP
- Litauen - BITE
- Luxemburg - LUXGSM
- Malta - Vodafone Malta
- Nederländerna - Vodafone Nederländerna Vodafone Spanien.
- Norge - TDC Norge
- Polen - Plus GSM
- Portugal - Vodafone Portugal
- Rumänien - Vodafone Rumänien
- Schweiz - Swisscom
- Slovenien - Si.mobil-Vodafone
- Spanien - Vodafone Spanien
- Sverige - TDC Sverige

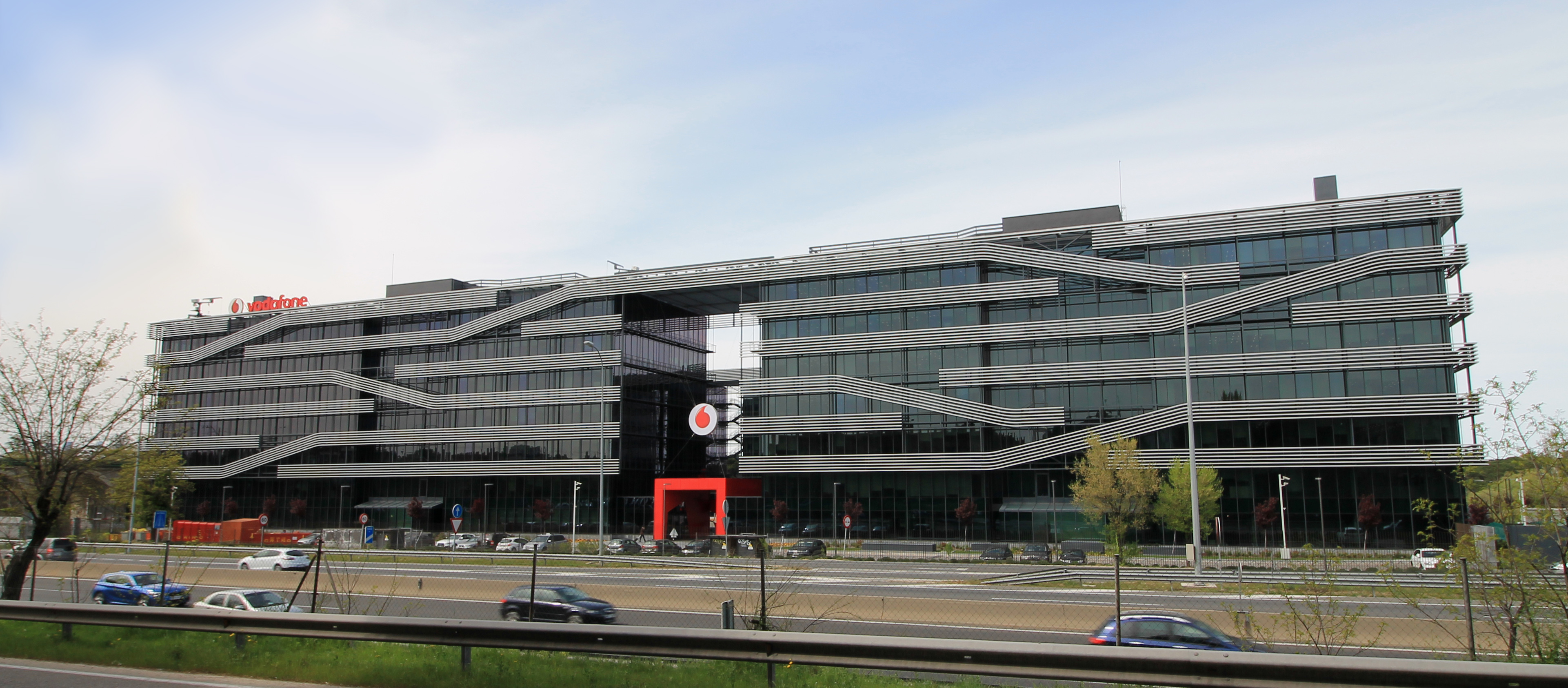
Vodafone Spanien.

- Storbritannien - Vodafone Storbritannien
- Tjeckien - Vodafone Tjeckien
- Tyskland - Vodafone Tyskland (f.d. Mannesmann)
- Ungern - Vodafone Ungern
- Österrike - Vodafone Österrike

### Asien
- Japan - Ingen verksamhet längre, sålde hela sin andel i företaget till SoftBank som numera går under namnet Softbank Mobile (Fortfarande hemnät för Vodafone-/Telenorkunder på besök)
- Hongkong - Smartone-Vodafone
- Singapore - M1

### Oceanien
- Australien - Vodafone Australien
- Fiji - Vodafone Fiji
- Nya Zeeland - Vodafone Nya Zeeland

### Mellanöstern och Afrika
- Bahrain - MTC-Vodafone
- Kongo - Vodacom
- Egypten - Vodafone Egypten
- Kenya - Safaricom
- Kuwait - MTC-Vodafone
- Sydafrika - Vodacom
- Turkiet - Vodafone Türkiye

## Sponsring
Vodafone sponsrar följande organisationer:
- Engelska kricketlaget
- McLaren- formel 1 stall
- DTM - banracingserie
- Vodafone Oaks och Vodafone Derby
- Newbury AFC - fotbollslag
- Daily Express
- David Beckham
- Clare GAA (Gaelic Athletic Association i County Clare)